# 항등 정리
복소해석학에서 항등 정리(恒等定理, 영어: identity theorem)는 연결 열린집합 위의 정칙 함수가 정의역에서 극한점을 갖는 부분 집합만으로 결정된다는 정리이다.

## 정의
연결 열린집합 {\displaystyle D\subseteq \mathbb {C} }에 정의된 두 정칙 함수 {\displaystyle f,g\colon D\to \mathbb {C} }가 주어졌고, 집합
{\displaystyle \{z\in D\colon f(z)=g(z)\}}
가 {\displaystyle D}에서 극한점을 갖는다고 하자. 항등 정리에 따르면, 임의의 {\displaystyle z\in D}에 대하여 {\displaystyle f(z)=g(z)}이다.:209
특히, 연결 열린집합 {\displaystyle D\subseteq \mathbb {C} }에 정의된 정칙 함수 {\displaystyle f\colon D\to \mathbb {C} }의 영점의 집합은 {\displaystyle D} 전체이거나, {\displaystyle D}에서 극한점을 갖지 않는다.:208, Theorem 10.18 후자의 경우, {\displaystyle f}의 모든 영점은 영점 집합의 고립점이며, 특히 영점 집합은 가산 집합이다.

## 증명
연결 열린집합 {\displaystyle D\subseteq \mathbb {C} }에 정의된 정칙 함수 {\displaystyle f\colon D\to \mathbb {C} }의 영점의 집합이 {\displaystyle D}에 속하는 극한점 {\displaystyle z_{0}\in D}를 갖는다고 하자. 또한,
{\displaystyle S=\{z\in D\colon 0=f(z)=f'(z)=f''(z)=\cdots \}}
라고 하자. 그렇다면 {\displaystyle S=D}임을 보이는 것으로 족하다.
우선 {\displaystyle S\neq \varnothing }임을 보이자. {\displaystyle z_{0}\in S}를 보이는 것으로 족하다. 귀류법을 사용하여 {\displaystyle z_{0}\not \in S}라고 하자. 그렇다면
{\displaystyle m=\min\{n\geq 0\colon f^{(n)}(z_{0})\neq 0\}}
이 정의된다. {\displaystyle f}는 연속 함수이므로, {\displaystyle f(z_{0})=0}이며, 따라서 {\displaystyle m\geq 1}이다. {\displaystyle \operatorname {B} (z_{0},r)\subseteq D}인 {\displaystyle r>0}을 고정하자. 그렇다면, 임의의 {\displaystyle z\in \operatorname {B} (z_{0},r)}에 대하여,
{\displaystyle f(z)=\sum _{n=0}^{\infty }{\frac {f^{(n)}(z_{0})}{n!}}(z-z_{0})^{n}=\sum _{n=m}^{\infty }{\frac {f^{(n)}(z_{0})}{n!}}(z-z_{0})^{n}}
이다. 즉, 정칙 함수 {\displaystyle g\colon \operatorname {B} (z_{0},r)\to \mathbb {C} }를
{\displaystyle g(z)=\sum _{n=m}^{\infty }{\frac {f^{(n)}(z_{0})}{n!}}(z-z_{0})^{n-m}\qquad (z\in \operatorname {B} (z_{0},r))}
와 같이 정의할 경우,
{\displaystyle g(z_{0})={\frac {f^{(m)}(z_{0})}{m!}}\neq 0}
이고, 임의의 {\displaystyle z\in \operatorname {B} (z_{0},r)}에 대하여
{\displaystyle f(z)=(z-z_{0})^{m}g(z)}
이다. 따라서 {\displaystyle r}을 충분히 작게 다시 정의할 경우 {\displaystyle g}가 {\displaystyle \operatorname {B} (z_{0},r)}에서 영점을 갖지 않게 만들 수 있으며, 이 경우 {\displaystyle f}는 {\displaystyle \operatorname {B} (z_{0},r)\setminus \{z_{0}\}}에서 영점을 갖지 않는다. 이는 {\displaystyle z_{0}}이 {\displaystyle E}의 극한점인 데 모순이다.
이제 {\displaystyle S}가 열린집합임을 보이자. 임의의 {\displaystyle z_{1}\in S}를 고정하고, {\displaystyle \operatorname {B} (z_{1},r)\subseteq D}인 {\displaystyle r>0}을 고정하자. 그렇다면, {\displaystyle f}는 {\displaystyle z_{1}}에서 정칙 함수이므로, 임의의 {\displaystyle z\in \operatorname {B} (z_{1},r)}에 대하여
{\displaystyle f(z)=\sum _{n=0}^{\infty }{\frac {f^{(n)}(z_{1})}{n!}}(z-z_{1})^{n}=0}
이다. 즉, {\displaystyle z\in S}이며, 따라서 {\displaystyle z_{1}}은 {\displaystyle S}의 내부점이다.
마지막으로 {\displaystyle S}가 {\displaystyle D}의 닫힌집합이라는 사실을 보이자. 임의의 {\displaystyle z_{2}\in S'\cap D}를 고정하자. (여기서 {\displaystyle (-)'}는 {\displaystyle \mathbb {C} }에서의 극한점의 집합이다.) 그렇다면, 임의의 {\displaystyle n\geq 0}에 대하여, {\displaystyle f^{(n)}}이 연속 함수이므로 {\displaystyle f^{(n)}(z_{2})=0}이다. 즉, {\displaystyle z_{2}\in S}이다.
즉, {\displaystyle S}는 {\displaystyle D}의 열린닫힌집합이며, {\displaystyle S\neq \varnothing }이다. {\displaystyle D}는 연결 집합이므로, {\displaystyle S=D}이다. 특히, 임의의 {\displaystyle z\in D}에 대하여, {\displaystyle f(z)=0}이다.

## 예
항등 정리는 정의역이 연결 집합이 아닐 경우 성립하지 않는다. 예를 들어, 열린집합 {\displaystyle U\subseteq \mathbb {C} }가 두 연결 성분 {\displaystyle D,U\setminus D}를 가질 때, 함수
{\displaystyle f\colon U\to \mathbb {C} }
{\displaystyle f(z)={\begin{cases}0&z\in D\\1&z\in U\setminus D\end{cases}}\qquad (z\in U)}
는 정칙 함수이며, 영점 집합 {\displaystyle D}는 정의역 {\displaystyle U} 전체가 아니지만, {\displaystyle D}는 {\displaystyle U}에서 {\displaystyle D}의 모든 원소를 극한점으로 갖는다.:210
항등 정리는 정의역 전체가 아닌 영점 집합이 정의역에 속하지 않는 극한점을 가질 가능성을 배제하지 않는다. 예를 들어, 정칙 함수
{\displaystyle f\colon \mathbb {C} \setminus \{0\}\to \mathbb {C} }
{\displaystyle f(z)=\sin {\frac {1}{z}}\qquad (z\in \mathbb {C} \setminus \{0\})}
의 영점 집합
{\displaystyle \left\{{\frac {1}{\pi }},{\frac {1}{2\pi }},{\frac {1}{3\pi }},\dots \right\}}
은 {\displaystyle 0\not \in \mathbb {C} \setminus \{0\}}을 극한점으로 한다.:97, §3.4, 예3
항등 정리는 실수 매끄러운 함수에 대하여 성립하지 않는다. 예를 들어, 함수
{\displaystyle f\colon \mathbb {R} \to \mathbb {R} }
{\displaystyle f(x)={\begin{cases}\exp \left(-1/x^{2}\right)\sin(1/x)&x\neq 0\\0&x=0\end{cases}}\qquad (x\in \mathbb {R} )}
는 매끄러운 함수이나, 영점 0은 영점 집합
{\displaystyle \left\{0,{\frac {1}{\pi }},{\frac {1}{2\pi }},{\frac {1}{3\pi }},\dots \right\}}
의 극한점이다.:96, §3.4, 예2

## 같이 보기
- 반사 원리
- 해석적 연속

## 참고 문헌
- 강승필 (2007). 《해설 복소함수론》. 경문사.